# 8-as metró (Párizs)
A párizsi 8-as metró, Párizs nyolcadik metróvonala, melynek első szakaszát 1913 decemberében nyitották meg.
A 23,4 km-es metróvonal egyike Párizs leghosszabb metróvonalának. Forgalma alapján a 16 metróvonal közül a nyolcadik, 2017-ben 105,5 millióan utaztak a vonalon.
A vonalon az MF 77 sorozatú ötkocsis szerelvények közlekednek.

## Galéria

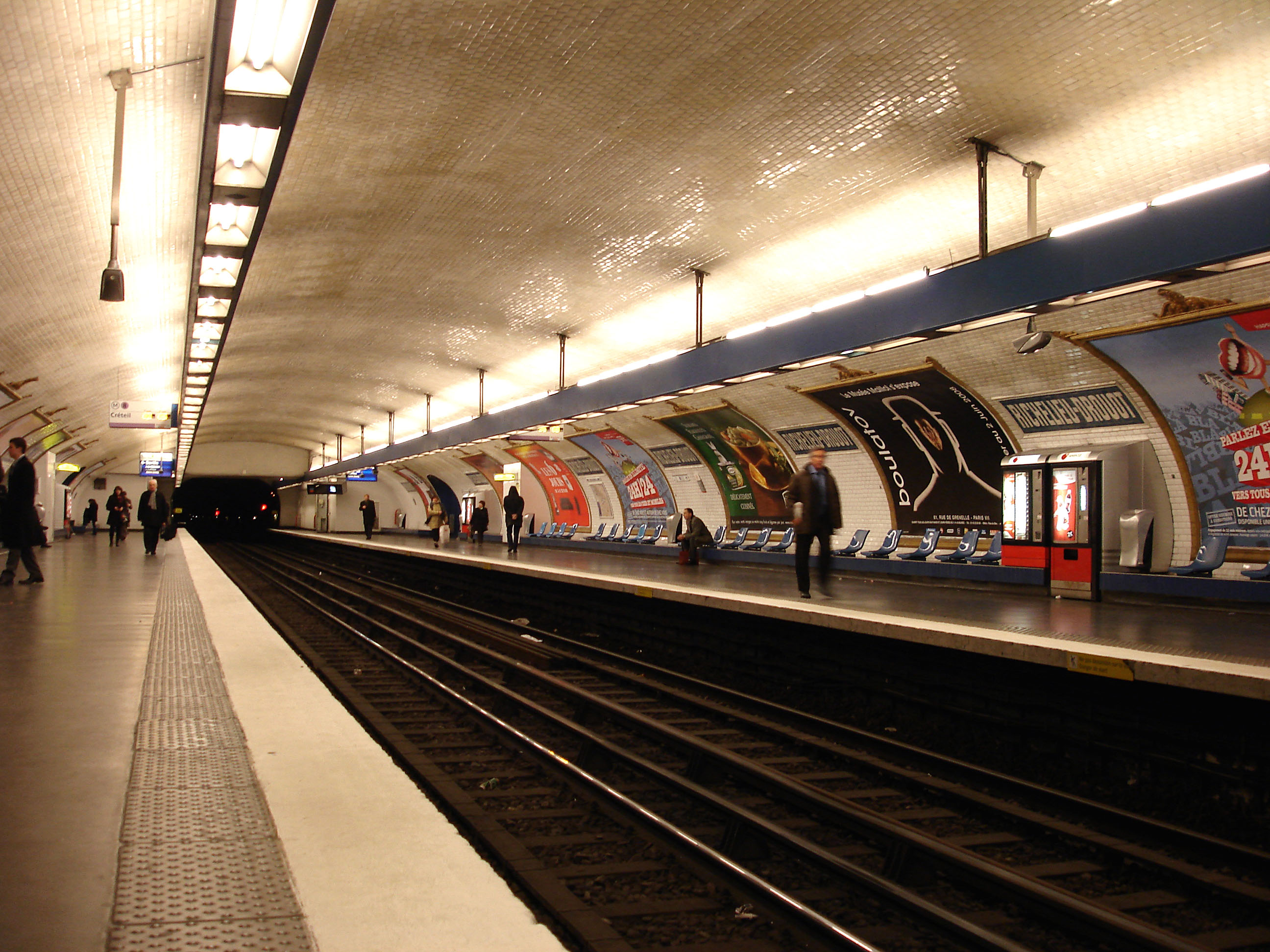
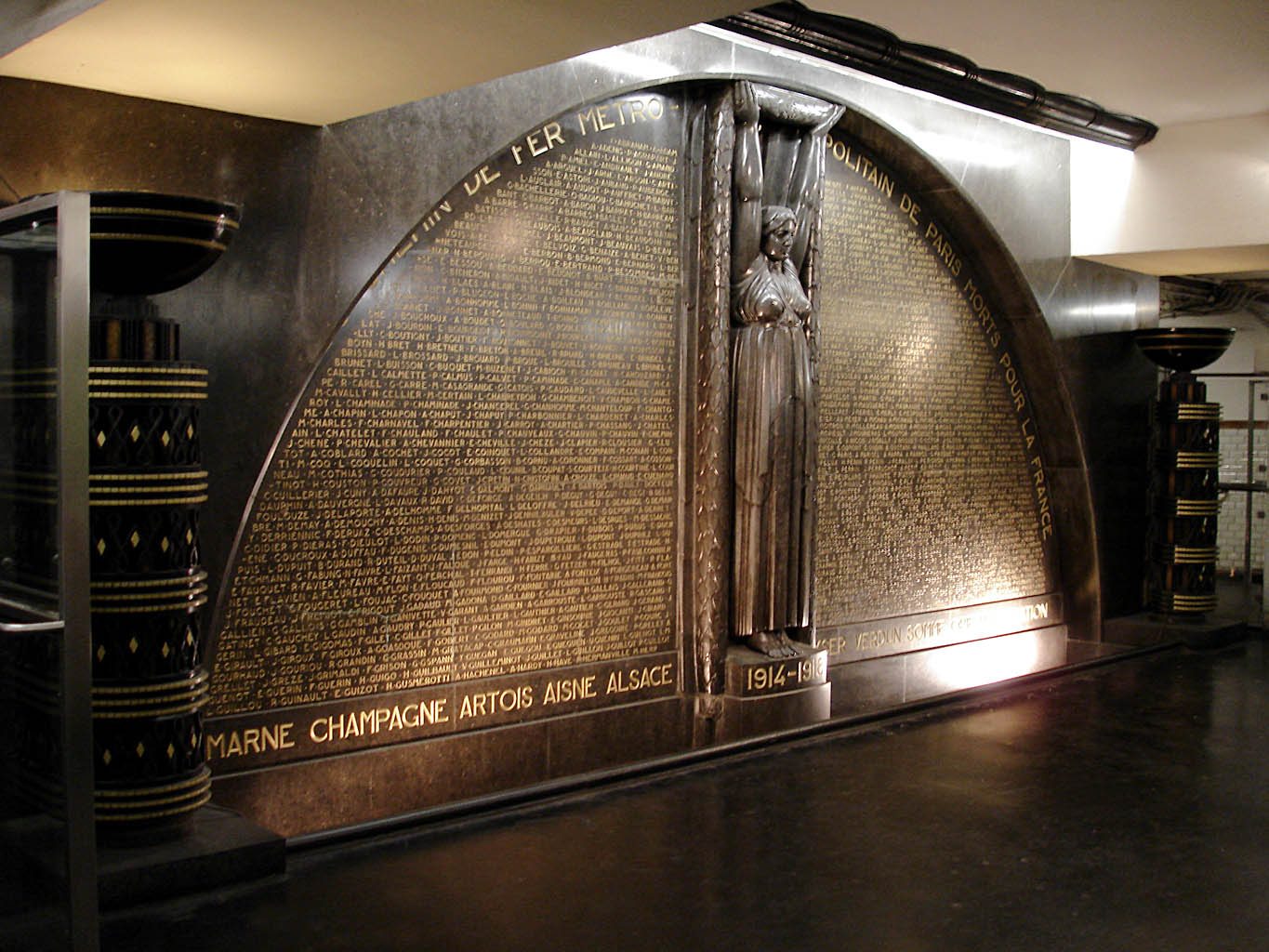
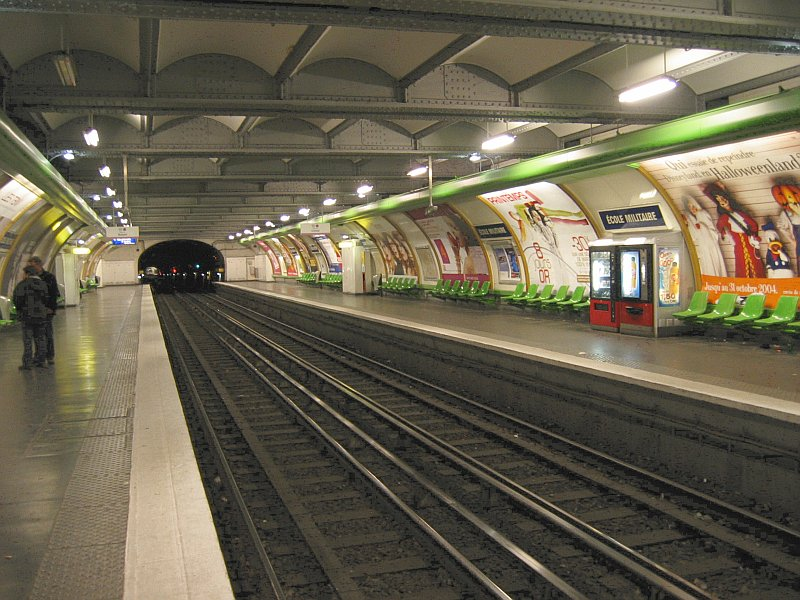
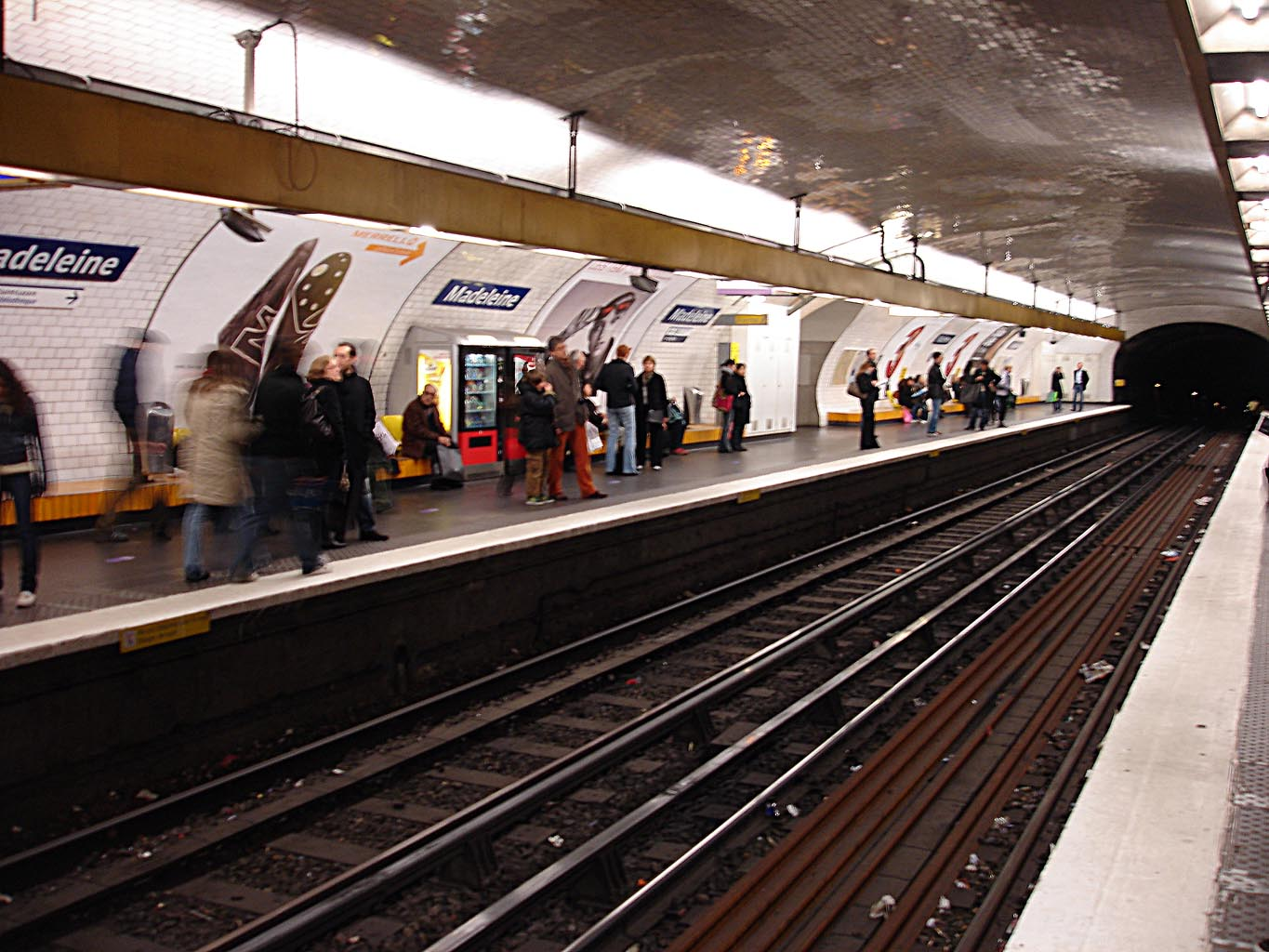
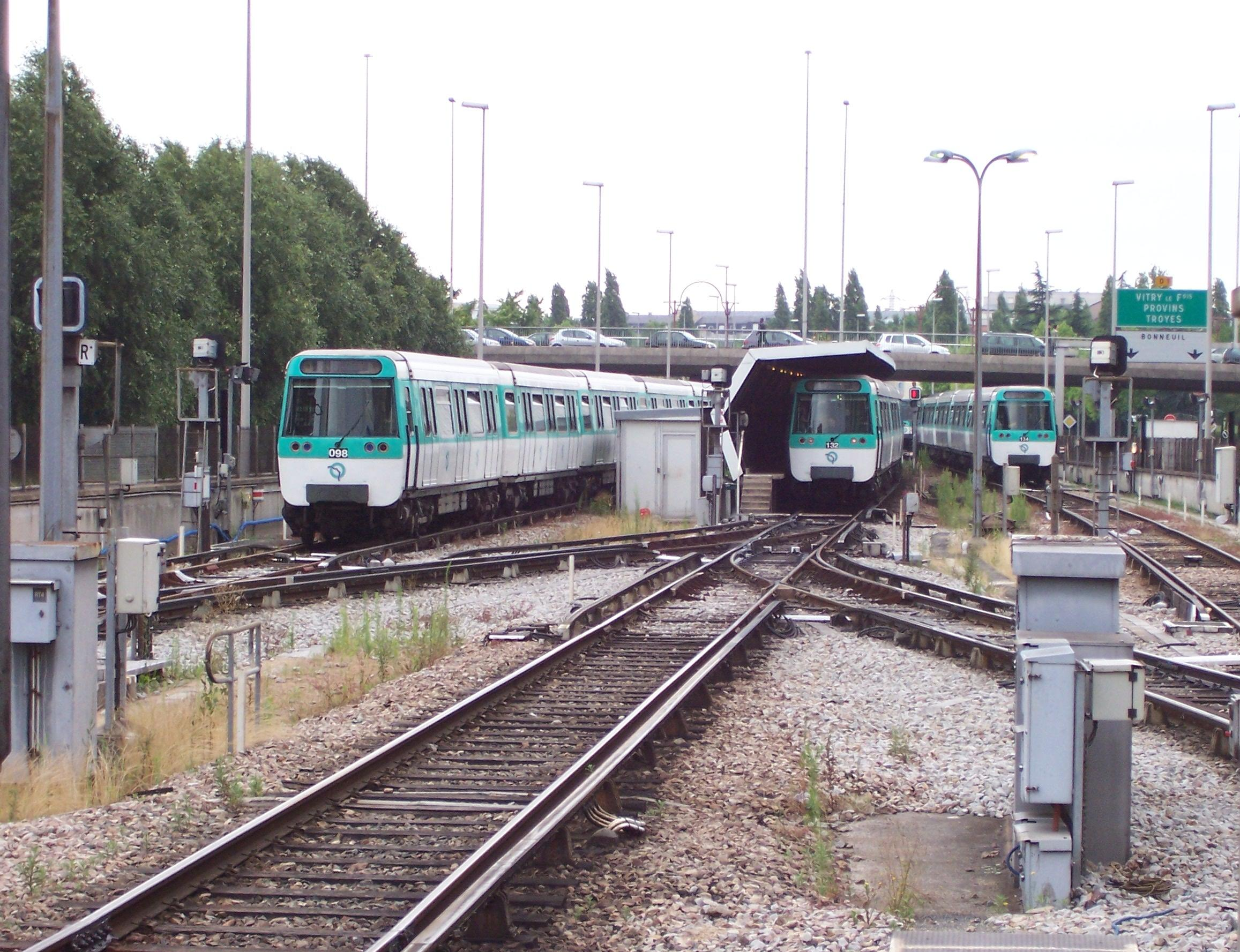
A metró felszíni szakasza
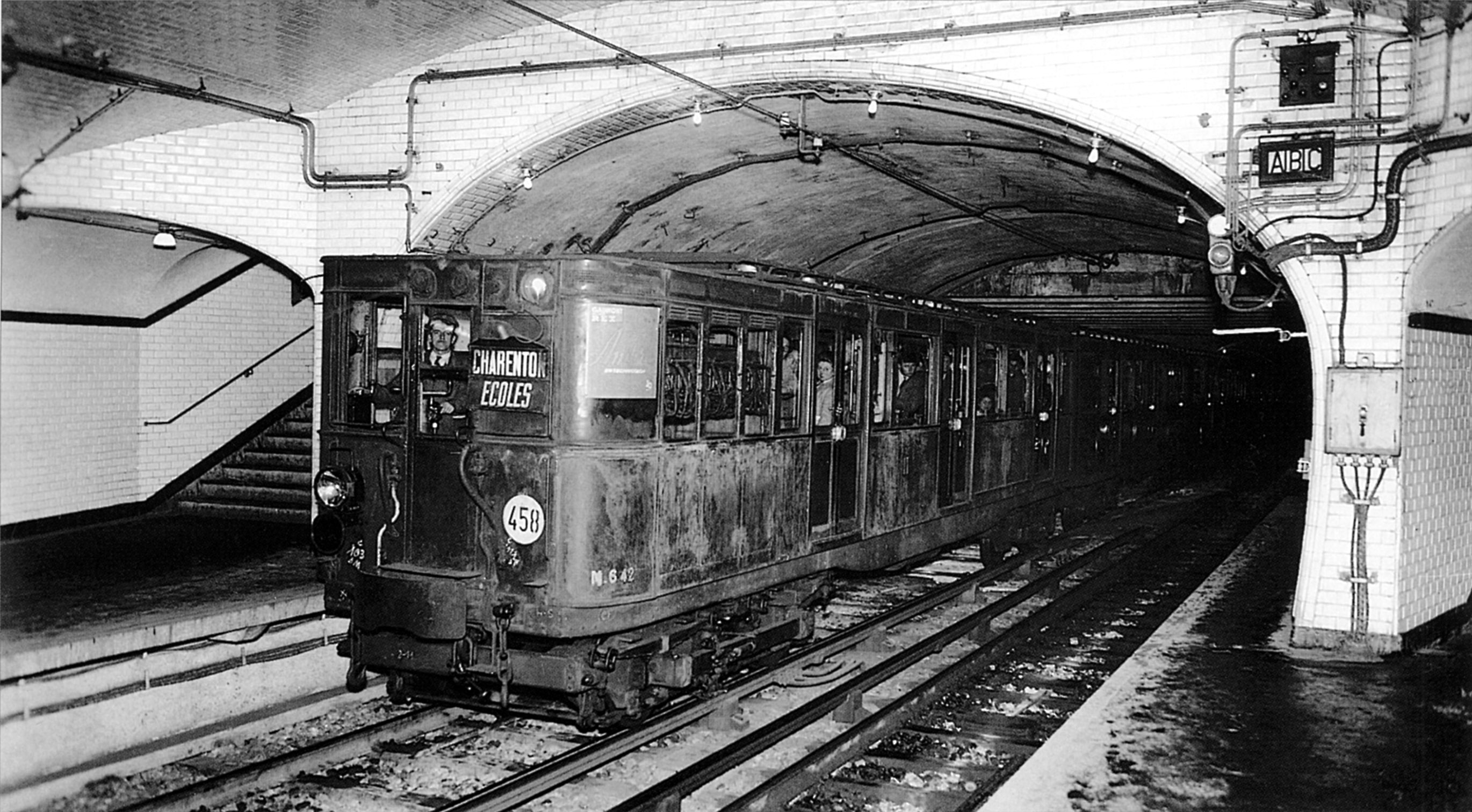
Régi metrószerelvény a vonalon 1940 körül